# Засудження Фауста
«Засудження Фауста» або «Прокляття Фауста» (фр. La damnation de Faust) — драматична легенда Гектора Берліоза в 4-х частинах, 7-х картинах з епілогом на лібрето, написана самим Берліозом і Альміром Жандоньєром на основі перекладу Жерара де Нерваля трагедії Гете «Фауст».
Прем'єра відбулася 6 грудня 1846 року в Парижі, в театрі Опера-Комік.

## Історія створення

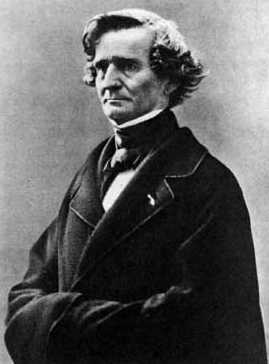
Гектор Берліоз

Берліоз ознайомився з «Фаустом» Гете в перекладі Жерара де Нерваля в 1828 році.
За словами самого композитора, цей твір вразив його до глибини душі. Він не розлучався з книгою, читаючи її всюди: вдома, на вулиці, в театрі.
У 1829 він створив «Вісім сцен з Фауста» (тв. 1). У 1846 році Берліоз повернувся до цього матеріалу, спочатку припускаючи створити «концертну оперу», згодом він зупинився на назві «драматична легенда».

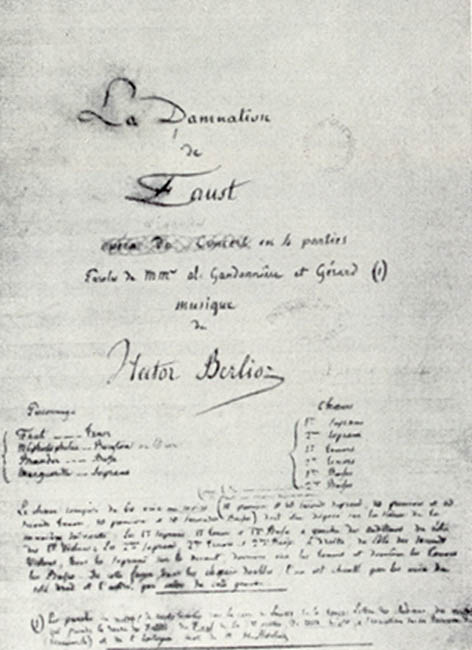
Перша сторінка оригіналу рукопису Берліоза «Засудження Фауста»

Перша вистава в паризькій Опера-Комік 6 грудня 1846 роки (Фауст — Гюстав Іполіт Роже) була сприйнята публікою прохолодно через половинчастий статус твору: між оперою і кантатою.
Регулярні постановки «Засудження Фауста» почалися пізніше, після перших успішних постановок: концертна — в 1877 році в Парижі, і на оперній сцені — 18 лютого 1893 в Опері Монте-Карло.

## Дійові особи
| Маргарита   | меццо-сопрано |
| Фауст       | тенор         |
| Мефістофель | баритон       |
| Брандер     | бас           |
| Хор         |               |

## Лібрето

### Перша частина
Рівнина в Угорщині
Фауст один. Він розчарований у всьому. Весняне пробудження природи не радує його. Він чує спів і танці селян, але не може знайти в собі сили розділити їхню радість та веселощі. Доносяться звуки військового маршу («Ракоці-марш», що став знаменитим). Повз Фауста проходять солдати, що поспішають на поле бою. Це видовище також залишає його байдужим.

### Друга частина
Перша картина. Кабінет Фауста
Фауст сидить один у своєму кабінеті. Він глибоко пригнічений і хоче накласти на себе руки, але коли він підносить чашу з отрутою до губ, лунає Великодний славень, який зупиняє Фауста. Раптово з'являється Мефістофель. Він пропонує Фаусту відправитися в подорож, яка розвіє його сум. Фауст згоден.
Друга картина. Таверна «Погріб Ауербаха» в Лейпцигу
У таверні повним ходом йде п'яний розгул. Один з товаришів по чарці, Брандер, співає «Пісню Щура». Мефістофель відповідає «Піснею Блохи». Це дійство викликає у Фауста огиду. Він звертається до Мефістофеля з проханням негайно покинути таверну.
Третя картина. Сад на березі Ельби
Мефістофель за допомогою гномів та сильфів, які співають і танцюють занурює Фауста в сон, під час якого навіює йому бачення прекрасної жінки — Маргарити. Фауст прокидається закоханим в прекрасну незнайомку. Він хоче її побачити в реальності. Мефістофель і Фауст приєднуються до групи солдатів і студентів, які йдуть в місто, де живе Маргарита.

### Третя частина
Кімната Маргарити
Фауст і Мефістофель таємно проникли в будинок Маргарити. Вони ховаються. З'являється Маргарита. Вона співає пісню «Король Фули» про вірність до смерті. Мефістофель викликає духів вогню, які танцюють і співає серенаду. Фауст представляється Маргариті. Вона зізнається, що саме таким уявляла собі свого коханого. Фауст і Маргарита співають любовний дует. Входить Мефістофель з попередженням про те, що мати Маргарити зараз повернеться, і закохані повинні розлучитися. Фауст і Мефістофель йдуть.

### Четверта частина
Перша картина. Кімната Маргарити
Маргарита сидить одна біля вікна. Вона чекає Фауста. Через місто проходять студенти і солдати, але Фауста серед них немає. Він більше не прийде.
Друга картина. Ліси і печери
Фауст звертається з молитвою до природи. Йому знову нудно. З'являється Мефістофель зі звісткою, що Маргарита випадково дала своїй матері занадто багато снодійного і вбила її. Вона в тюрмі і завтра буде страчена. Фауст в розпачі, він просить Мефістофеля врятувати Маргариту. Той згоден, але тільки після того, як Фауст підпише документ про передачу своєї душі дияволу. Фауст не дивлячись, підписує папір. Мефістофель викликає своїх чарівних коней, і вершники відправляються в дорогу. Дорогою вони зустрічають групу людей, що моляться Святій Маргариті. Побачивши похмурих вершників, люди з жахом розбігаються. Фауста теж починає турбувати фантастичність навколишнього пейзажу. Мефістофель пропонує зупинитися. Але, почувши дзвін, що сповіщає про початок процедури страти, Фауст відкидає всі сумніви, і політ над безоднею триває. Навколишній пейзаж стає все більш жахливим: з'являється кривавий дощ, уздовж дороги валяються кістяки. Нарешті вершники досягли мети — це пекельні ворота. Мефістофель і Фауст провалюються в пекло. Демони торжествують.

### Епілог
Хор співає про жахи пекла і блаженства раю. Повідомляє, що Фауст засуджений, а Маргарита прощена.

## Опера «Засудження Фауста» вУкраїні[Архівовано24 червня 2021 уWayback Machine.]
10 квітня 2019 року концертне виконання опери Гектора Берліоза «Засудження Фауста» стало головною музичною подією XVI Міжнародного фестивалю «Французька весна в Україні».150 артистів із кращих музичних колективів України та всесвітньо відомі оперні співаки Франції і України стали учасниками події. Опера прозвучала на сцені Національної опери України у виконанні відомого хорового колективу України — Національної капели «Думка» і головного оркестра країни — Національного симфонічного оркестра під керівництвом Володимира Сіренко. Солісти: Маргарита — Дельфін Айдан (сопрано, Франція), Фауст — Олександр Чувпило (тенор, Україна), Мефістофель — Лоран Аркаро (бас-баритон, Франція), Брандер — Олександр Харламов (бас).
Організаторами події виступили Національне концертне агентство UKR Artists, Посольство Франції в Україні, Французький інститут в Україні.

## Дискографія
За замовчуванням — оригінальний французький текст. Особливо обумовлені випадки виконання твору іншими мовами. Також особливо обумовлені відеозаписи (за замовчуванням — аудіозапис). Порядок вказівки солістів: Маргарита, Фауст, Мефістофель, Брандер.
- 1950 (нім.) — Елізабет Шварцкопф, Ф. Вроонс, Ганс Готтер, А. Пернерсторфер. Диригент В. Фуртвенглер;
- 1954 — С. Данко, Д. Барнс, М. Сінглер, Д. Грам, М. Боатрайт. Диригент Шарль Мюнш;
- 1964 (іт.) — Джульєтта Сіміонато, Р. Бондіну, Е. Бастіаніні, П. Клабассі. Диригент П. Мааг;
- 1969 — Мерилін Хорн, Н. Гедда, Р. Соєр, А. Петров. Диригент Жорж Претр;
- 1977 — Джессі Норман, К. Ригель, Г. Діас, В. Паркер. Диригент П'єр Булез;
- 1978 — І. Мінтон, Пласідо Домінго, Дітріх Фішер-Діскау, Ж. Бастін. Хор і оркестр Парижа. Диригент Д. Баренбойм;
- 1979 — Тетяна Троянос, В. Колі, М. Девлін. Симфонічний оркестр Сан-Франциско. Диригент Едо де Ваарт;
- 1966 — Ф. Полле, Р. Лич, Ж. Кашемай. Диригент Шарль Дютуа;
- 1999 (відео) — Весселіна Казарова, Пол Грувз, Вільям Вайт, Андреас Макко. Диригент Сільвен Камбрелен;
- 2004 — Ш. Геллекант, Йонас Кауфман, В. Вайт, Андрес Макко. Диригент Сільвен Камбрелен;
- 2007 — І. Неф, Марчелло Джордані, Жозе ван Дам, П. Карфіцці. Бостонський симфонічний оркестр. Диригент Джеймс Лівайн.